# Anisodes pyrrhocrica
Anisodes pyrrhocrica là một loài bướm đêm trong họ Geometridae.